# Flughafen München Franz Josef Strauß
Flughafen München Franz Josef Strauß eller Flughafen München (IATA: MUC, ICAO: EDDM) er en lufthavn 28 km nord for München, som blev åbnet 17. maj 1992, efter at den gamle Flughafen München-Riem var blevet for lille.
Den har årligt 	omkring 35 millioner passagerer, og omkring 250.000 tons fragt ved 438.220 starter og landinger (juli 2007 - juni 2008).
Lufthavnen er en af Lufthansas og Star Alliances vigtigste baser og derfor af stor international betydning. Efter Flughafen Frankfurt Main er det den næststørste lufthavn i Tyskland, og den syvende største i Europa.
Den er opkaldt efter den tidligere bayerske statsminister, Franz Josef Strauß (CSU).

## Terminaler
Der er to terminaler på flyvepladsen terminal 1 og terminal 2.

### Terminal 1
Terminal 1 huser stort set alle ikke-Star Alliance selskaber og har 60 opstillingspladser, 19 flybroer og 14 ombordstigningsstationer. Afgangshallerne er nummereret A-F (F er nærmest terminal 2, og er et sikkerhedsområde for Israel-flyvninger). Terminal 1 blev åbnet 17. maj 1992 og har en kapacitet på 20 millioner passagerer/år. 68 flyselskaber bruger Terminal 1.